# Blue Ghost Mission 1
Blue Ghost Mission 1 est une mission spatiale du programme Commercial Lunar Payload Services (CLPS) de la NASA dont l'objectif est de mettre en œuvre à la surface de la Lune des instruments scientifiques destinés à analyser la surface de la Lune, son sous-sol et son exosphère ainsi que des expériences destinées à mettre au point de nouveaux équipements spatiaux. Il s'agit de la première mission utilisant l'atterrisseur Blue Ghost développé par la société Firefly Aerospace.
La mission, qui est la troisième du programme CLPS, a été placée en orbite le 15 janvier 2025 par un lanceur Falcon 9 qui transporte également le petit atterrisseur lunaire japonais Hakuto-R dont c'est la deuxième mission. L'atterrisseur Blue Ghost s'est posé le 2 mars 2025 près du Mons Latreille dans la mer des Crises. Une fois au sol la mission doit durer une journée lunaire (14 jours terrestres) car l'atterrisseur n'est pas conçu pour survivre à une nuit lunaire.

## Contexte
Dans le cadre de son programme Artemis, qui a pour objectif le retour d'un équipage sur la Lune vers 2026, l'agence spatiale américaine, la NASA, décide en 2018 de confier à des sociétés privées la dépose à la surface de la Lune d'instruments scientifiques et d'engins robotiques. Ceux-ci sont destinés à mener des investigations qui doivent compléter les études scientifiques menées à la surface de la Lune par les astronautes et doivent contribuer à développer les capacités des futures missions lunaires, en évaluant par exemple les ressources en glace d'eau. Celles-ci pourraient permettre à terme de produire des ergols pour les fusées se posant à la surface de la Lune ainsi que de l'oxygène et de l'eau pour les équipages.
Pour atteindre cet objectif, la NASA met sur pied le programme CLPS. À la suite d'une série d'appels d'offres, quatre sociétés, dont Astrobotic Technology, sont sélectionnées pour acheminer des charges utiles à la surface de la Lune. Le cahier des charges de la NASA ne fournit aucune contrainte relative à l'architecture et se contente de définir la masse et la nature des charges utiles devant être transportées. Les sociétés sélectionnées sont de nouveaux entrants dans le domaine et ont une expérience limitée dans le développement d'atterrisseurs. Mais la NASA accepte la majoration du risque par rapport à une approche plus conventionnelle faisant appel aux poids lourds du secteur spatial car elle estime que cette démarche permettra d'atteindre les objectifs à un coût final sensiblement réduit. La philosophie du programme CLPS est similaire à celle des programmes COTS et CCDev que l'agence spatiale a mis sur pied pour le ravitaillement et la relève des équipages de la Station spatiale internationale,.

## Historique
En mai 2019, une des missions du programme CLPS, baptisée Blue Ghost Mission One est confiée par la NASA à la société Firefly Aerospace pour un montant qui est à l'origine de 93,3 millions $. La mission doit déposer en 2023 dix instruments scientifiques et équipements à la surface du bassin lunaire de la Mare Crisium, d'une masse totale de 94 kilogrammes.

## Objectifs scientifiques et technologiques
La mission a des objectifs à la fois scientifiques et technologiques :
- Mise au point d'un système de positionnement et de navigation permettant d'effectuer un atterrissage de précision et reposant sur l'utilisation des signaux des systèmes GNSS terrestres GPS et Galileo (expérience LuGRE).
- Détermination des caractéristiques du régolithe dans le but de définir des mesures de limitation des effets de la poussière lunaire sur les mécaniques, les matériaux utilisés dans les engins spatiaux et les combinaisons spatiales et la santé humaine (expériences RAC, EDS et LPV).
- La détermination des flux thermiques à l'intérieur de la Lune a de nombreuses applications scientifiques (histoire de la formation de la Lune, interactions des forces de marée, épaisseur de la croûte, volatils) et peut faciliter l'exploration humaine de la Lune en facilitant l'accès aux ressources naturelles (expériences LPL et LISTER).
- L'observation des panaches de poussière lunaire soulevée par le jet des moteurs-fusées de l'atterrisseur permet d'obtenir de nombreuses informations scientifiques (expérience SCALPSS). Les expériences LISTER et LPV fournissent des données sur la manière dont les gaz et le régolithe interagissent. Tous ces éléments permettent d'optimiser les procédures d'atterrissage en les rendant plus efficaces et en limitant les phénomènes de contamination.
- Le télescope à rayons X LEXI fournit des images de la magnétosphère terrestre dans les régions où le vent solaire interagit avec le champ magnétique de la Terre. Ces données contribuent à mieux modéliser les prévisions de météorologie spatiale.
- Les expériences LMS et LISTER qui mesurent les champs magnétiques, la température et la conductivité thermique de la Lune doivent améliorer nos connaissances sur sa structure interne, son évolution thermique, l'identification des ressources,…

## L'atterrisseur Blue Ghost
Blue Ghost est un engin spatial conçu pour se poser sur la Lune (atterrisseur lunaire) avec une charge utile dont la masse maximale est de 150 kilogrammes. Celle-ci peut être constituée d'instruments scientifiques, d'équipements spatiaux à tester ou d'astromobiles. Blue Ghost a une masse maximale de 2 700 kg en orbite et dispose de panneaux solaires qui fournissent 400 watts à disposition de la plateforme et de la charge utile. L'engin spatial a une forme approximativement cubique et est haut de 2 mètres pour un diamètre de 3,5 m. Il se pose sur la Lune sur un train d'atterrissage en composite carbone constitué de quatre pieds fixés aux angles, légèrement inclinés par rapport à la verticale, et dont la structure en nid d'abeilles s'écrase pour absorber le choc de l'atterrissage. Les semelles des pieds comportent des capteurs qui déclenchent l'arrêt de la propulsion lors qu'ils détectent le sol. La structure est constituée par un treillis de 49 poutrelles en composite carbone qui permet d'allier rigidité et légèreté. La propulsion principale est assurée d'une part par un moteur-fusée à ergols liquides (bi ergols) de plus de 1 000 newtons de poussée, utilisé pour l'insertion en orbite lunaire et durant la phase de descente vers la surface de la Lune, et d'autre part par quatre moteurs-fusées à ergols liquides modulables qui totalisent 1 600 N de poussée et sont utilisés pour maintenir l'orientation durant les phases propulsées et assurer un atterrissage en douceur. Douze petits moteurs à gaz froid sont utilisés pour maintenir l'orientation de l'engin spatial durant les phases non propulsées. Deux réservoirs contiennent respectivement le carburant méthylhydrazine et le comburant MON-3 utilisé par la propulsion principale. Par ailleurs l'hélium utilisé pour la pressurisation des ergols est stocké dans quatre réservoirs. Pour les communications Blue Ghost dispose d'une antenne en bande X et de trois antennes en bande S dont le débit permet de transmettre des vidéos en haute définition. Cette conception, à la fois fiable et polyvalente, permet au Blue Ghost de répondre aux exigences des missions scientifiques et technologiques les plus ambitieuses prévues sur la lune.  

## Charge utile

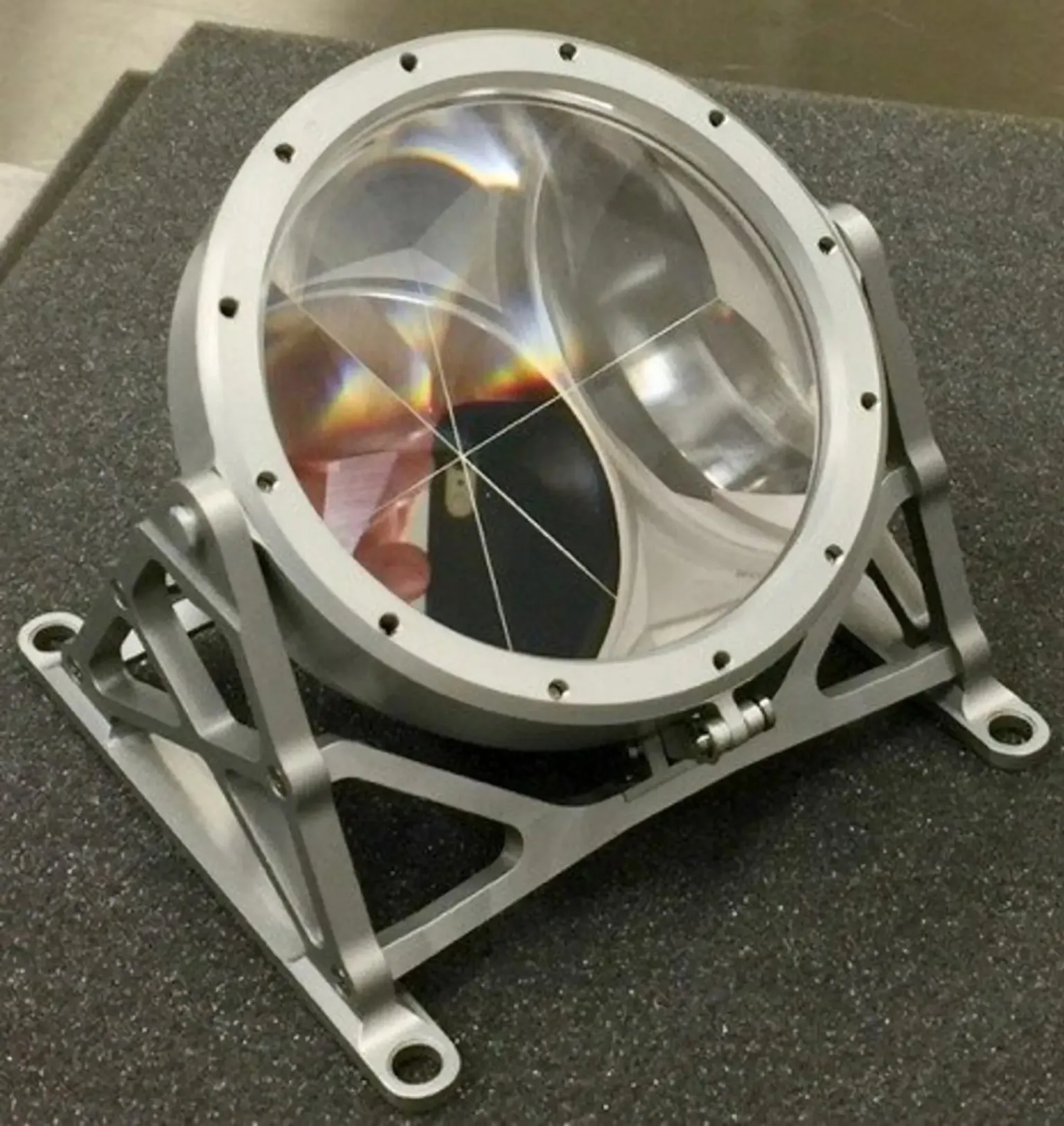
Rétro-réflecteur NGLR.

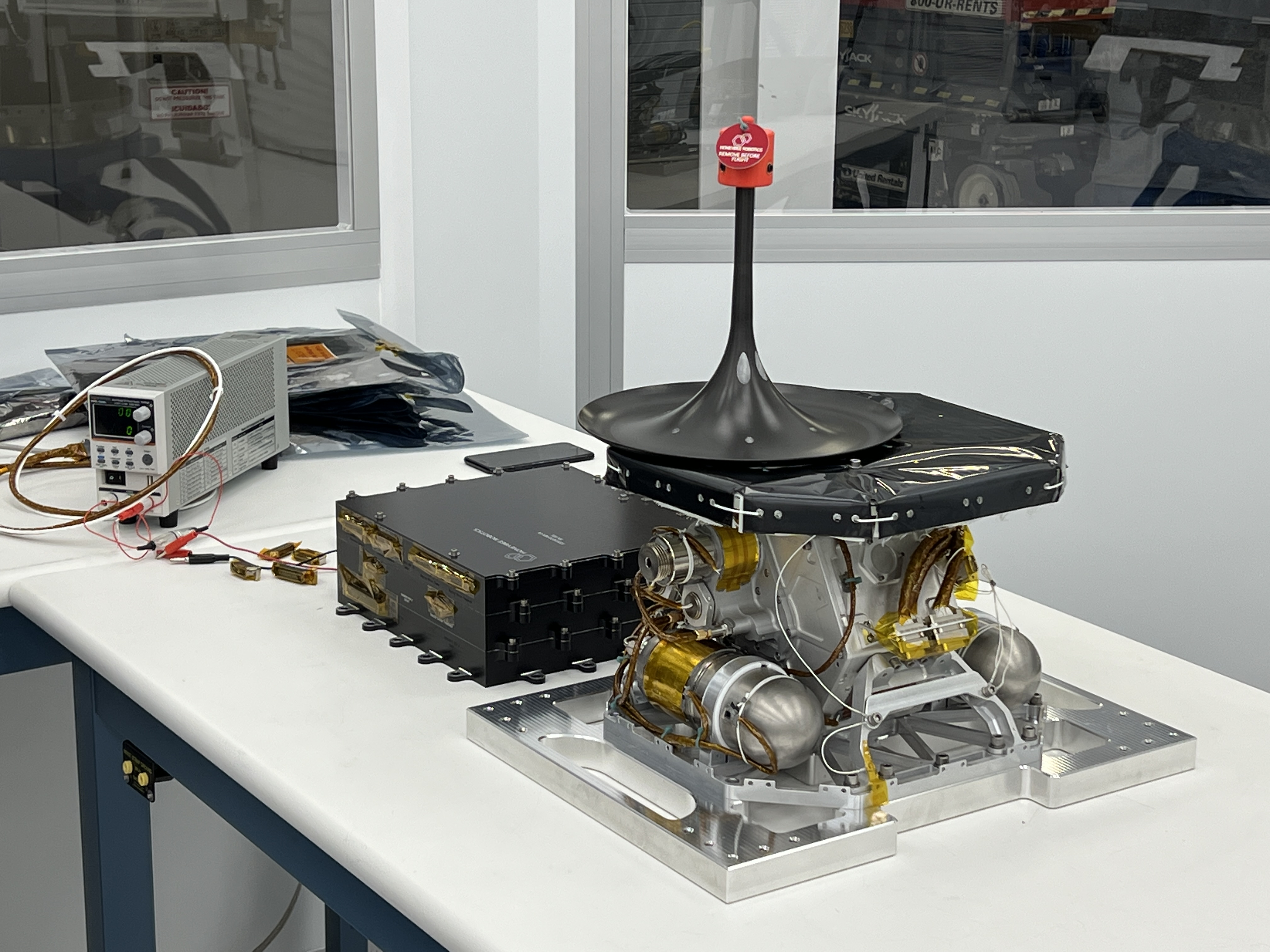
Instrument LISTER.

L'atterrisseur lunaire transporte 10 instruments représentant une masse totale de 92 kilogrammes.
La mission emporte quatre instruments scientifiques : 
- Le rétro-réflecteur NGLR (en anglais : Next Generation Lunar Retroreflectors) permet de mesurer la distance entre la Terre et la Lune en réfléchissant les impulsions laser émises par des observatoires terrestres. La précision inférieure au millimètre est largement améliorée par rapport aux précédents équipements de ce type installés à la fin des années 1960 par les missions Apollo. Cet équipement est constitué par un unique réflecteur coin de cube de 10 centimètres de diamètre qui est fixé sur un support d'antenne situé sur le pont supérieur de l'atterrisseur. Sa masse est de 2 kilogrammes. Il est fourni par l'Université du Maryland[5].
- LEXI (en anglais : Lunar Environment Heliospheric X-ray Imager) est un télescope à rayons X mous (0,1  à   2 keV) grand angle qui mesure le rayonnement émis par les échanges de charges électriques entre les ions du vent solaire et les particules neutres qui se déroulent dans l'exosphère de la Terre. L'instrument qui réalise des images de la magnétosphère et de la magnétopause a pour objectif principal de nous aider à comprendre ce processus. La partie optique de LEXI est composée de huit lentilles micropores en œil de langouste. L'instrument est fourni par l'Université de Boston[6].
- Le sondeur magnétotellurique LMS (en anglais : Lunar Magnetotelluric Sounder) est un instrument dont l'objectif est de fixer les contraintes applicables au profil de température de l'intérieur de la Lune et à l'histoire de son évolution thermique. Un objectif secondaire est de permettre de distinguer les régions caractérisées par une abondance de KREEP des régions lunaires "normales" et d'identifier des signatures de l'eau dans les régions ayant connu un volcanisme pyroclastique. Pour y parvenir l'instrument mesure la conductivité électrique de l'intérieur de la Lune. LMS comprend un magnétomètre fluxgate, quatre électrodes électriques et un boitier électronique. Les capteurs du magnétomètre sont fixés sur une antenne verticale de 2,5 mètres de haut. Les quatre électrodes sont déployées à l'aide d'un mécanisme à ressort à une distance de 20 mètres fournissant une base de 40 m pour mesurer le champ électrique. Les mesures sont effectuées en mesurant les variations des champs électrique et magnétique locaux sous l'effet du vent solaire et de la magnétosphère terrestre. L'expérience est fournie par le Southwest Research Institute[7].
- La sonde thermique LISTER (en anglais : Lunar Instrumentation for Subsurface Thermal Exploration with Rapidity) doit mesurer le flux de chaleur en provenance de l'intérieur de la Lune. Il comprend une sonde pénétrant dans le sol jusqu'à une profondeur de 2  à   3 mètres. Il effectue deux types de mesures : la variation de la température en fonction de la profondeur et la conductivité thermique à différentes profondeurs. La sonde est enfoncée dans le sol par un système pneumatique. Sa masse est de 4,3 kilogrammes. LISTER est fourni par l'Université Texas Tech[8].

Instruments embarqués
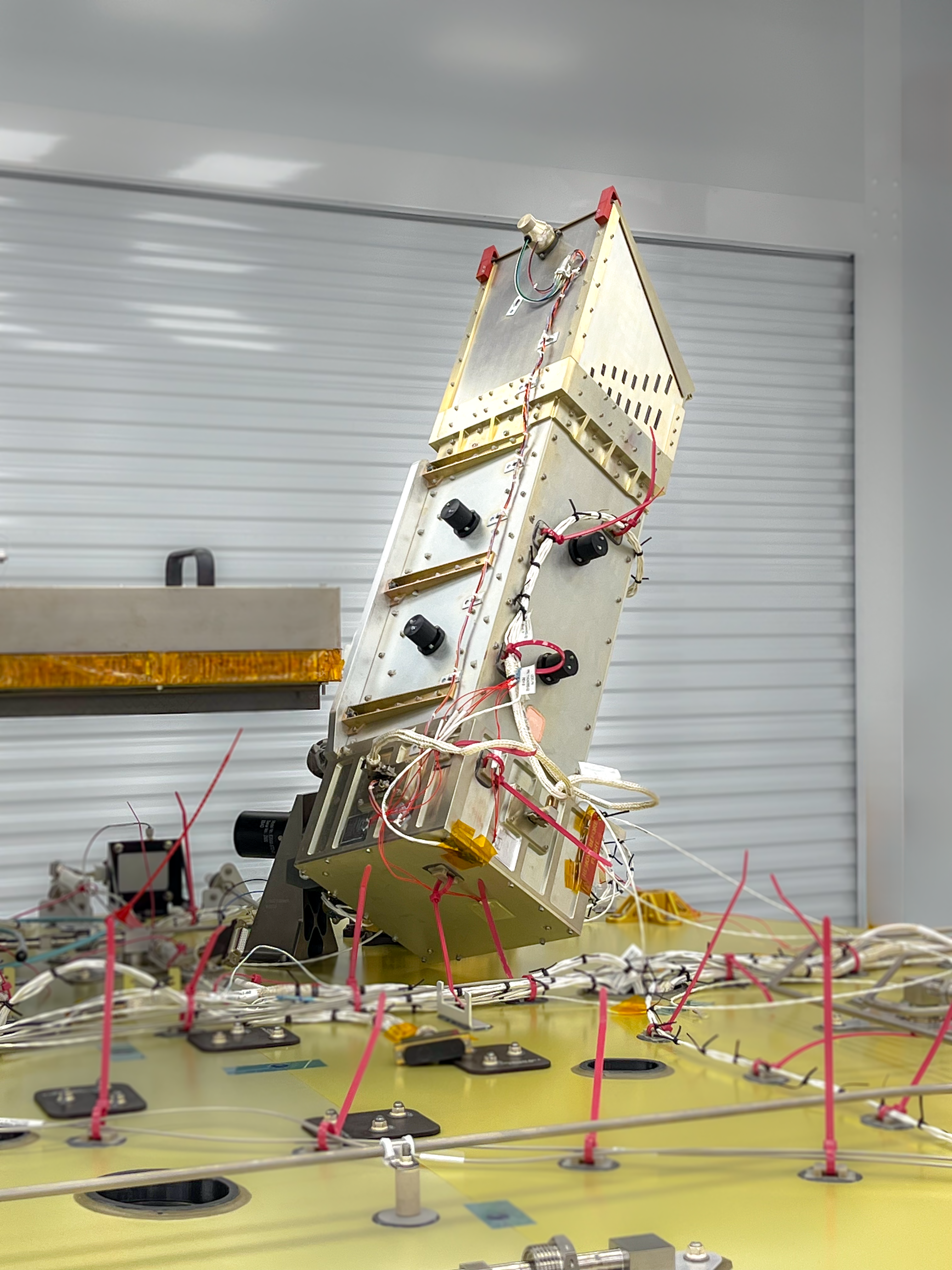
télescope à rayons X mous LEXI.
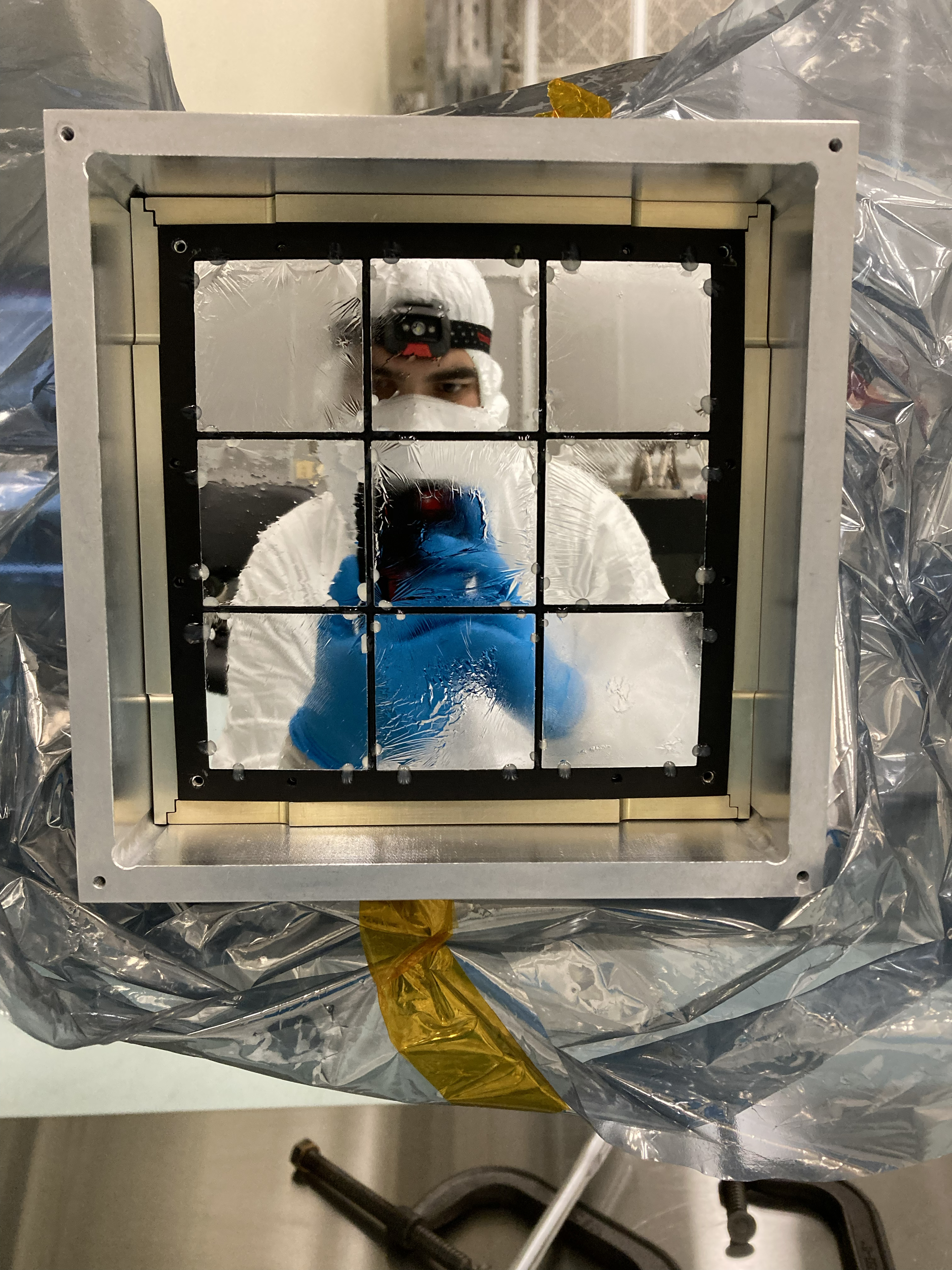
Les neuf éléments optiques de l'instrument LEXI.
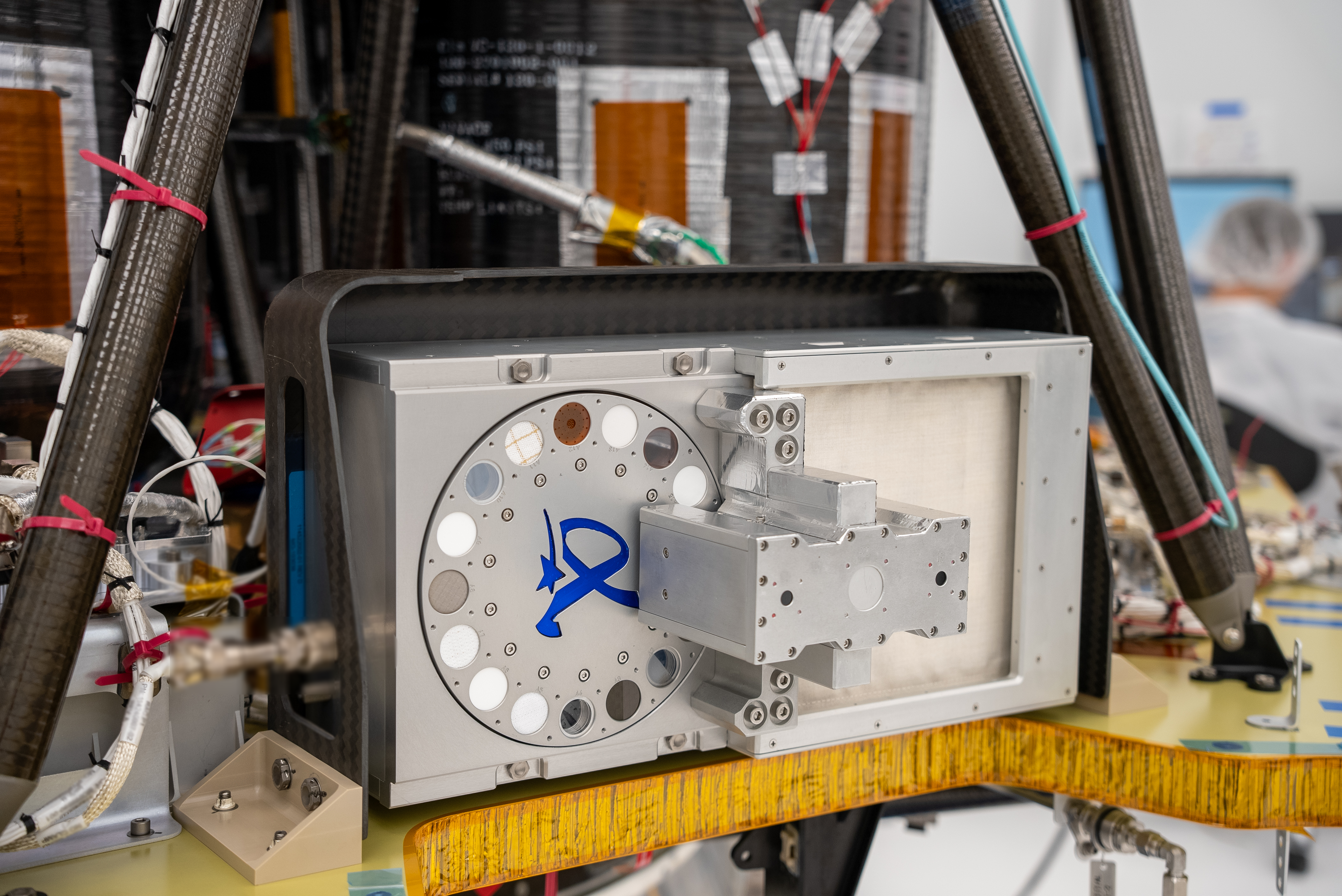
Expérience RAC sur l'abrasivité des matériaux par le régolithe lunaire.

Six expériences sont destinées à tester en conditions réelles de nouveaux équipements spatiaux :

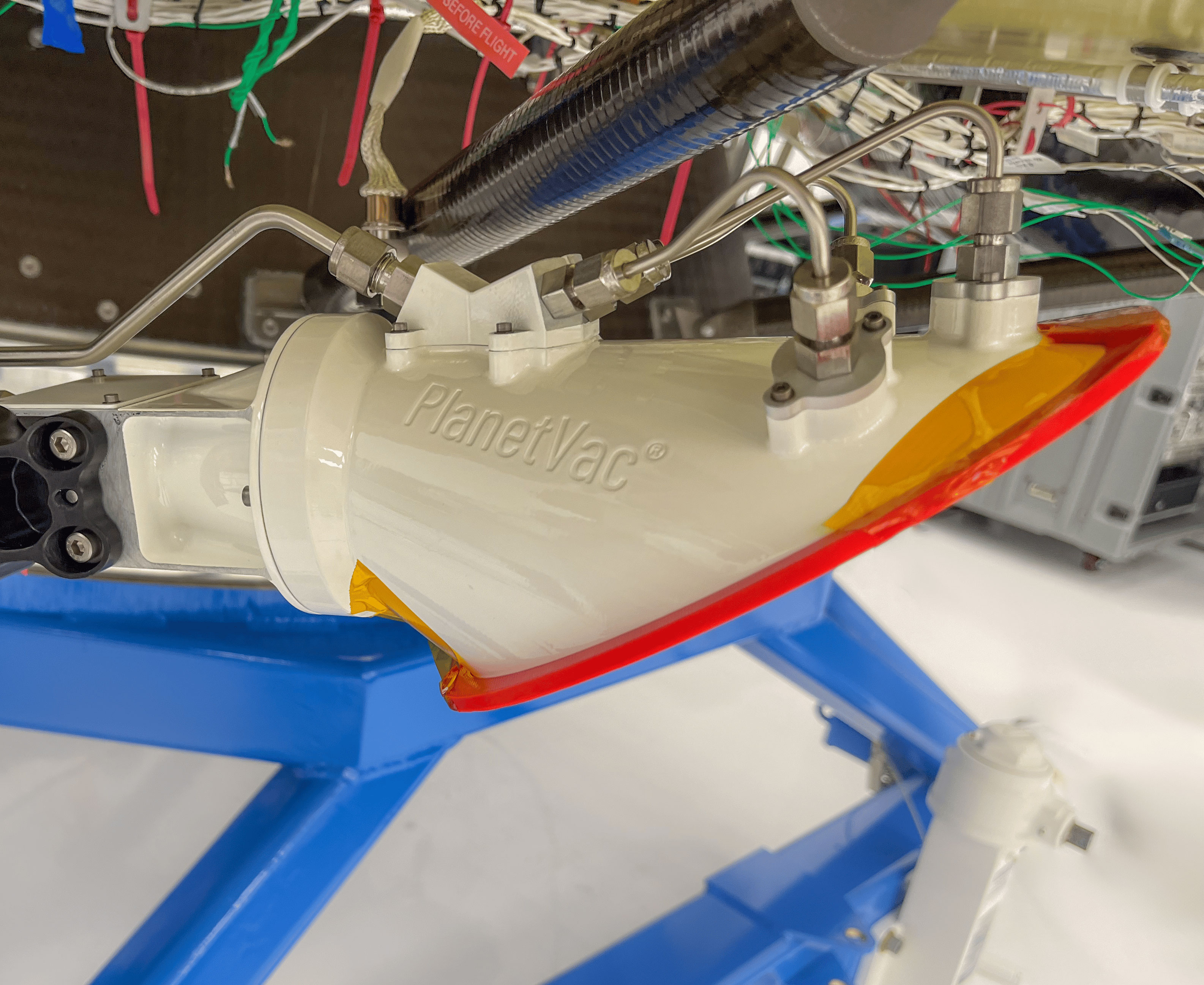
Collecteur de poussière lunaire VAC.

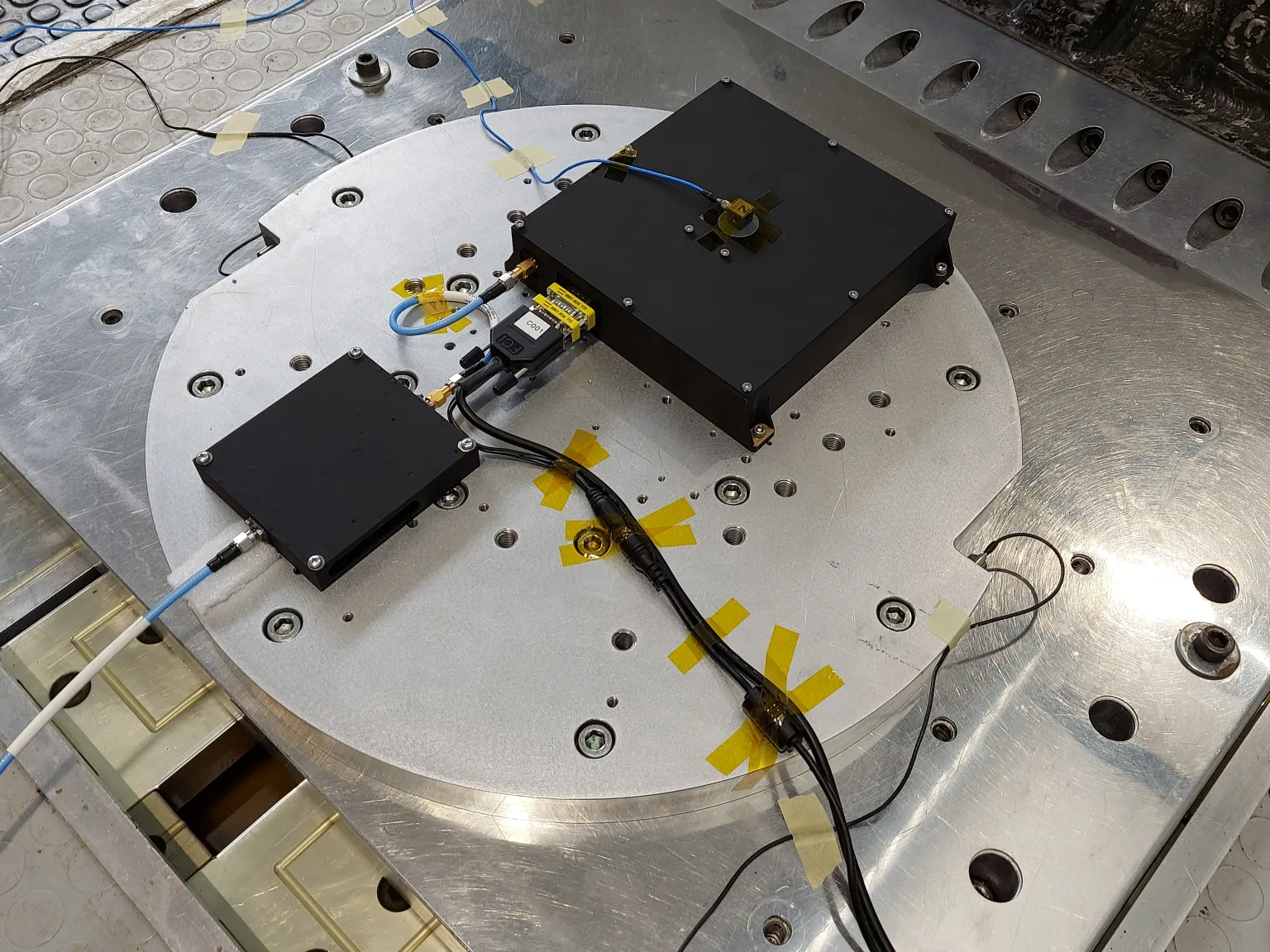
Récepteur GPS LuGRE.

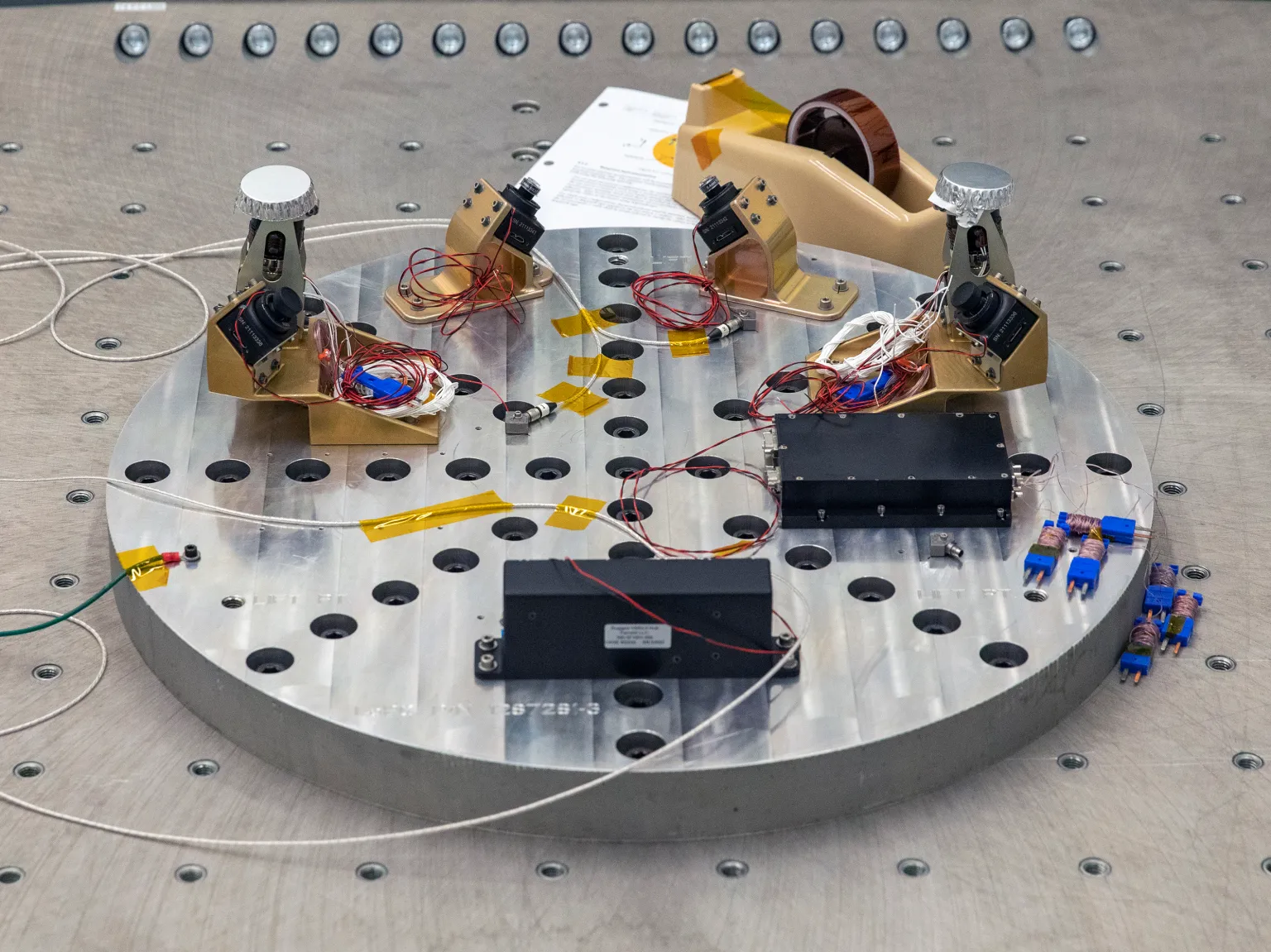
Caméras stéréos SCALPSS.

Bouclier anti-poussières lunaires EDS.

- RAC (en anglais : Regolith Adherance Characterization) est une expérience destinée à déterminer dans quelle mesure le régolithe lunaire adhère à différents types de matériaux. L'objectif est de faire progresser nos connaissances pour mieux protéger les engins spatiaux, les combinaisons spatiales et les habitats de l'abrasion provoquée par la poussière lunaire. 30 échantillons de matériau sont répartis sur deux roues dont l'une est masquée quelques heures après l'atterrissage pour évaluer l'impact de ce dernier. Des images des échantillons sont prises toutes les 24 heures par une caméra de 5,1 mégapixels. RAC collecte également des données sur les rayonnements infrarouge et ultraviolet ainsi que sur la température pour accroitre le retour scientifique de l'expérience. Cette expérience est dérivée de MISSE déployée à bord de la Station spatiale internationale. RAC est fourni par la société Aegis Aerospace[9].
- Le système de prélèvement d'échantillons de sol lunaire LPV (en anglais : Lunar PlanetVac) doit tester en conditions réelles un système de collecte d'échantillons du régolithe lunaire permettant son transfert vers des instruments. LPV émet un jet de gaz pressurisé vers la surface de la Lune soulevant un nuage de poussière. Des jets de gaz secondaires poussent cette poussière vers un tube de transfert qui amène celle-ci dans une chambre. Le processus, qui dure quelques secondes, permet le transfert de particules ayant jusqu'à 1 centimètre de diamètre. LPV doit être fixé sur un des pieds du train d'atterrissage de Blue Ghost. L'expérience est fournie par Honeybee Robotics.
- Les caméras stéréos SCALPSS (en anglais : CAmeras for Lunar Plume Surface Studies) sont une version améliorée d'une expérience similaire embarquée sur la mission IM-1. Cet instrument doit prendre des photos de la surface de la Lune avant la descente de l'atterrisseur, durant celle-ci et après son atterrissage. SCALPSS dérive de l'expérience embarqué sur l'atterrisseur martien Mars 2020. Il est composé de six caméras (deux de plus que sur IM-2) dont deux effectueront les prises d'image en altitude et quatre à l'atterrissage (capteur CMOS de 3,2 mégapixels). L'expérience est fournie par le Centre de recherche Langley[10].
- Le bouclier anti-poussières lunaires EDS (en anglais : Electrodynamic Dust Shield) est un système actif permettant de repousser la poussière lunaire d'une surface en utilisant un champ électrique. Cette technologie, qui doit être validée sur le terrain, pourrait permettre de nettoyer de manière automatique la surface des radiateurs destinés à dissiper la chaleur ou les surfaces vitrées. Elle pourra également être utilisée pour déplacer de la poussière lunaire de la surface jusqu'à un point précis tout en transportant des gaz inclus. Cet équipement est installé sur un des pieds du train d'atterrissage de Blue Ghost. L'expérience est fournie par un laboratoire du Centre spatial Kennedy[11].
- Le récepteur GPS LuGRE (en anglais : Lunar GNSS Receiver Experiment) doit valider que les signaux émis par les satellites des systèmes systèmes de positionnement par satellites terrestres (signaux L1 C/A et L5 du GPS et E1 et E5a de Galileo) peuvent être utilisés pour déterminer la position et l'heure ainsi que effectuer la navigation durant le transit entre la Terre et la Lune, en orbite lunaire et à la surface de notre satellite. LuGRE est un récepteur optimisé pour la réception de signaux GNSS faibles et comporte une antenne grand gain de 14 décibels. L'équipement mesurera l'intensité du signal. Il aura pour objectifs de vérifier que le signal peut être reçu tout en caractérisant son environnement, de démontrer que le signal peut être utilisé pour le positionnement et la navigation et de rassembler des informations permettant de concevoir des récepteurs GNSS optimisés pour un usage lunaire. Le récepteur est développé par le centre de vol spatial Goddard en collaboration avec l'Agence spatiale italienne[12].
- L'ordinateur durci RadPC (en anglais : Reconfigurable, Radiation Tolerant Computer System) est un démonstrateur technologique qui utilise plusieurs stratégies pour gérer les anomalies de fonctionnement générées par les radiations ionisantes tout en utilisant des FPGA disponibles commercialement. Trois dosimètres se différenciant par leur sensibilité mesurent le niveau de radiation.

## Déroulement de la mission
La mission Blue Ghost 1 (baptisée en anglais : Ghost Riders In the Sky) est lancée le 15 janvier 2025 par un lanceur Falcon 9 décollant du Launch Complex 39–Pad A du centre spatial Kennedy. La fusée transporte également le petit atterrisseur lunaire japonais Hakuto-R (deuxième mission baptisée RESILIENCE) qui doit également se poser à la surface de la Lune. Une fois en orbite basse terrestre, l'engin progressivement accroit l'altitude de son orbite durant 25 jours jusqu'à disposer d'une vitesse suffisante pour s'injecter sur une orbite de transfert vers la Lune. Après un transit de 4 jours l'atterrisseur utilise sa propulsion principale pour s'insérer en orbite autour de la Lune. Durant 16 jours Blue Ghost réduit progressivement l'altitude de son orbite avant de déclencher la phase d'atterrissage (durée 1 h). L'atterrisseur Blue Ghost se pose le 2 mars près du Mons Latreille dans la mer des Crises (18,56 N, 61,81 E). Après avoir vérifié le fonctionnement de ses équipements, la phase scientifique de la mission débute. Sa durée est de 14 jours car l'atterrisseur n'est pas conçu pour fonctionner durant la nuit lunaire (faute d'énergie disponible et de système de régulation thermique permettant de maintenir une température acceptable). La journée lunaire débute le 2 mars et s'achève le 16 mars,.